# Белетристика (фантастичний журнал)
«Белетристика» (фр. «Fiction») — французький науково-фантастичний часопис, що видавався з 1953 року компанією OPTA. Найдовговічніший французький журнал у цій галузі, який видавався 412 разів до припинення свого існування у 1990 році. Відновлений у дворічній формі у 2005 році видавництвом Les Moutons électriques, яка оголосила про припинення видання журналу після виходу двадцятого тому у квітні 2015 року. Третя серія відродила видання в березні 2021 року у вигляді незалежного зіну, що виходить тричі на рік.

## Історія

### 1953-1990
Журнал спочатку створювався з підзаголовком: «Літературний журнал для всіх, хто цікавиться художньою літературою в галузі дивного, фантастичного, надприродного та наукового передбачення».
Дуже довго він був пов'язаний з журналом «The Magazine of Fantasy & Science Fiction», і всі опубліковані американські оповідання були з цього журналу.
Ален Дорем'є почав працювати як автор у 1954 році, а в листопаді 1957 року став секретарем редакції, а в грудні 1958 року — головним редактором. Під його впливом журнал відрізнявся від свого англосаксонського побратима створенням важливого критичного розділу, який коментував усі новини в галузі літератури, коміксів, кіно, мистецтва тощо. Жак Гоймар регулярно робив свій внесок з 1962 року.
З самого початку журнал публікував оповідання як визнаних авторів, таких як Жан Рей, так і початківців, наприклад, Жерара Клайна, Філіпа Курваля, Жана-П'єра Андревона та Мішеля Мардора.
У травні 1959 року він опублікував спеціальний випуск, повністю присвячений франкомовним авторам, першу антологію французької наукової фантастики.
У 1974 році редактор Ален Дорем'є спричинив скандал, радивши французьким авторам-аматорам більше не надсилати йому рукописів, оскільки він завалений ними, а хотів присвятити себе вирощуванню картоплі. Цей випадок викликав обурення і прискорив падіння Дорем'є.
Після періоду вагань, протягом якого його намагалися очолити такі письменники, як Жоель Гуссен і Патріс Дювік, саме Даніель Ріш взяв на себе відповідальність за долю цього стовпа наукової фантастики у Франції, видання якого стало нерегулярним до 1980 року, коли повернувся Ален Дорем'є. Під час цього нового і плідного керівництва він опублікував нове покоління французьких авторів, а потім залишив журнал назавжди у жовтні 1984 року, бажаючи, щоб ця інституція продовжувала існувати ще довго після його звільнення.
Після цього була започаткована нова формула, яка відводила більш обмежену частину критиці світу наукової фантастики, що і становило її оригінальність. В останні роки журнал, не маючи директора, поступово згасав, координуючись тріо у складі Даніеля Вальтера як редактора, перекладача Даніеля Лемуана для відбору оповідань і секретаря редакції Джульєтти Вайганд для всіх інших завдань. Журнал припинив своє видання у 1990 році з номером 412.

### 2005-2015
Восени 2005 року видавництво Les Moutons électriques відновило випуск журналу у формі дворічної антології під керівництвом редакційної колегії у складі Етьєна Барільє, Крістофа Дюше, Ксав'є Момежана, Лорана Квейсі, Жана-Жака Реньє, Андре-Франсуа Руо та Жан-Марка Томі. Ця нова версія залишається французьким виданням «The Magazine of Fantasy & Science Fiction» і додає, як і раніше, оповідання з франкомовних країн та інших країн (Канади, Іспанії, Індії, Японії, Сербії тощо), а також есе та інтерв'ю. Після першої реорганізації у 2008 році та другої у 2013 році до складу редакційної групи увійшли Марі-П'єр Найман, Ксав'є Долло, Крістоф Дюше, Сільві Дені, Сара Док, Коралі Девід, Алекс Ніколавіч, Ніколя Нова, Жюлі Пруст-Тангі, Жан-Жак Реньє та Андре-Франсуа Руо. Головний редактор — Жульєн Бетан.
У 2006 році дворічник отримав спеціальний приз від Grand Prix de l'Imaginaire.

### 2021
У березні 2021 року за згодою та сприянням видавництв Les Moutons électriques та Moltinus було перезапущено серію у формі трирічного зіну. Спадкоємець попередніх журналів, журнал присвячений оповіданням, переважно французьким і неопублікованим, та літературним статтям. Під керівництвом Крістін Люс та дизайном Джефа Бенеша над першим випуском працюють Мішель Пажель, Венсан Мондіо, Крістіан Віла, Жак Боду, Андре-Франсуа Руо, Елоді Дені, Томас Геха, Ів Фреміон, Віллозз та Франсіс Сен-Мартен.